# 雅各布·洛夫蘭
雅各布·洛夫蘭（Jacob Seth Lofland，1996年7月30日—）是美國的一位演員。他最著名的作品是在電影密西西比河上的瑪德中飾演Neckbone角色，以及在移動迷宮：焦土試煉和移動迷宮：死亡解藥飾演Aris。